# كلير ماركس
كلير ماركس (بالإنجليزية: Clare Marx)‏ هي جَرّاحة بريطانية، ولدت في 1954.